# Hurghada

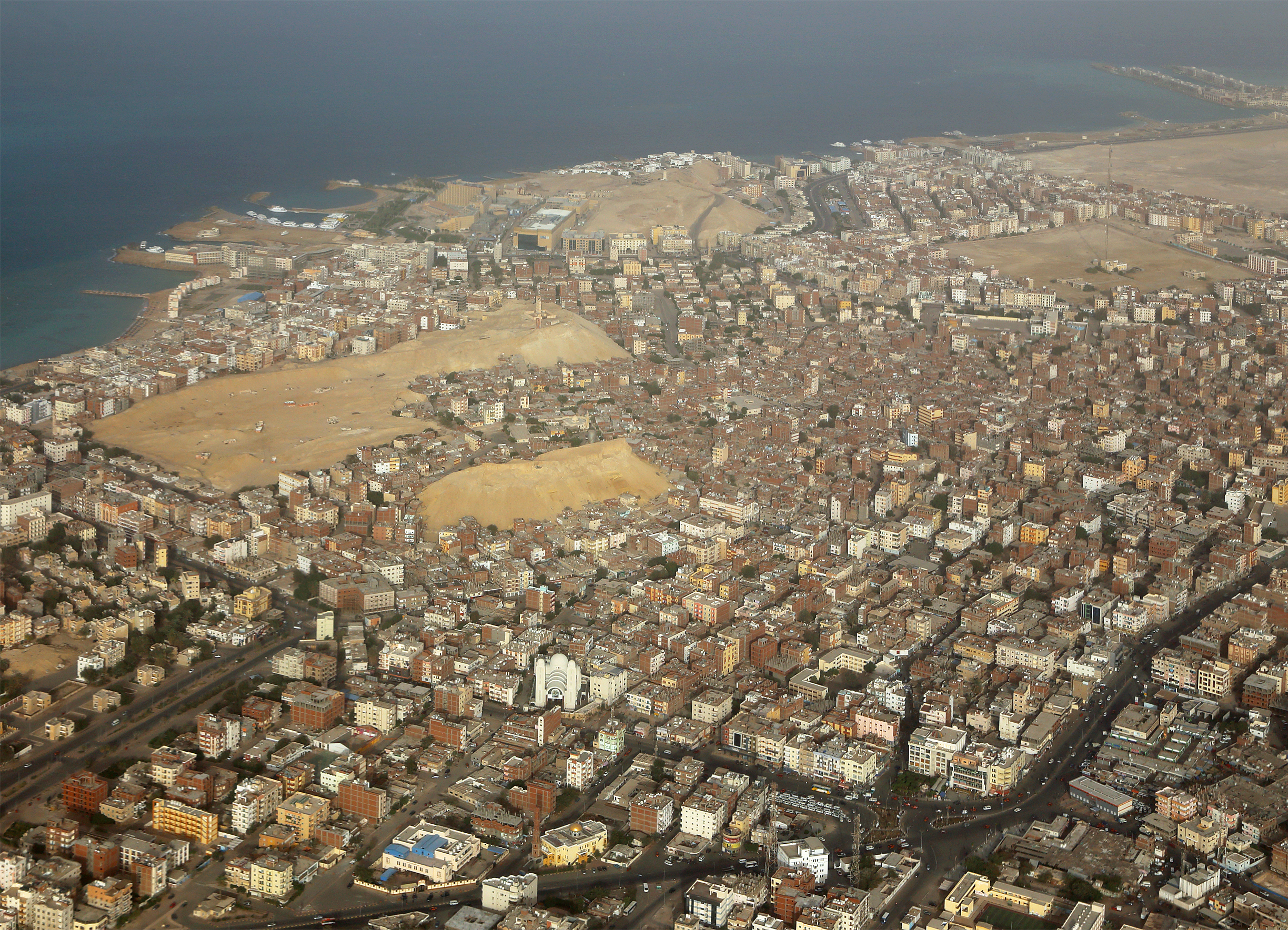
Luchtfoto van het centrum van Hurghada

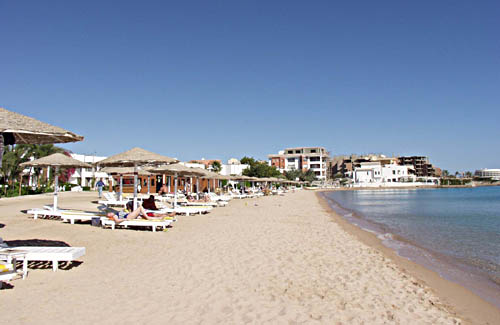
Strand Old Vic in Hurghada

Hurghada (Arabisch: Al Ghardaqah) is een Egyptisch toeristencentrum en badplaats aan de Rode Zee. De stad telde eind 2006 160.746 inwoners.

## Geschiedenis
De stad werd gesticht in het begin van de 20e eeuw en sinds de jaren 1980-90 steeds uitgebreid door Amerikaanse, Europese en Arabische investeerders om er een van de leidende badplaatsen aan de Rode Zee van te maken. Met een wereldwijde reclamecampage: "The Red Sea Riviera, where the sun shines all year around" werd het toerisme verder aangetrokken.

## Geografie
Hurghada strekt zich over een lengte van circa 35 km uit langs de kust van de Rode Zee.
De stad bestaat uit een aantal verschillende delen, zoals:
- Sakkala: het moderne toeristische centrum;
- Dahar (Downtown): het oudste deel van Hurghada, waar de grootste soek van de stad zit. Ook het postkantoor en het busstation zijn er gevestigd.
- De lange kuststrook vanaf Sakkala in zuidelijke richting, waar de meeste hotels liggen.
- Ahiaa of Ahyaa: de kuststrook ten noorden van Dahar tot El Gouna, waar lokale bevolking woont en veel hotels in aanbouw zijn.

## Bevolking
Tussen 1986 en 2006 is de stad in inwoneraantal gestegen van 22.801 in 1986, naar 60.085 in 1996 tot 160.746 in 2006.
Waar voorheen het stadje werd bevolkt door vissers en de (mannelijke) arbeiders in de toeristenindustrie, wordt de laatste jaren het straatbeeld meer dat van een gewoon stadje. De komst van vrouwen en kinderen van het hotelpersoneel, mogelijk gemaakt door gesubsidieerde bouw van appartementencomplexen en scholen, maken de stad levendiger. Daarnaast leven er in Hurghada tussen de 4000 en 5000 volwassenen en kinderen die niet bij de lokale overheid geregistreerd staan. Er bestaat van deze mensen geen inschrijving bij de gemeente, school, moskee of anderszins. Minimaal de helft van deze groep leeft onder de armoedegrens.

## Toerisme
Vakantiedorpen en diverse klassen hotels verschaffen watersportfaciliteiten voor surfers, sportvissers, zeilers, scuba duikers, windsurfers, kiters en snorkelaars. Het is een duikgebied.
Er is de laatste jaren veel gedaan aan het verbeteren van de infrastructuur en (gedwongen) afwerking van de vele bouwprojecten. Hurghada heeft een internationale luchthaven. De kuststreek wordt steeds verder ontwikkeld, zowel in noordelijke als in zuidelijke richting om de vele duizenden toeristen plaats te bieden.
Veel gepensioneerde Europeanen vestigen er zich inmiddels om te genieten van de rust en het heilzame klimaat (droog en warm).
Hurghada werd grotendeels gespaard van de onlusten die plaatsvonden in Egypte tijdens de eerste maanden van 2011 en behalve het ongemak van een avondklok, ondervonden de meeste toeristen in deze badplaats weinig tot geen hinder van deze gebeurtenissen. Het toerisme nam echter een steile duik doordat zo goed als alle Europese touroperators hun vakantievluchten naar Egypte annuleerden, vooral nadat de meeste regeringen niet-essentiële reizen naar het land ontraadden. Het is maar de vraag of en wanneer het toerisme opnieuw zijn vroegere niveau zal bereiken.

## Klimaat
| Maand                            | jan | feb | mrt | apr | mei | jun | jul | aug | sep | okt | nov | dec | Jaar  |
| -------------------------------- | --- | --- | --- | --- | --- | --- | --- | --- | --- | --- | --- | --- | ----- |
| Gemiddeld maximum (°C)           | 20  | 22  | 24  | 27  | 30  | 33  | 34  | 34  | 32  | 30  | 25  | 22  | 27,75 |
| Gemiddeld minimum (°C)           | 16  | 17  | 18  | 21  | 24  | 26  | 28  | 28  | 26  | 24  | 21  | 17  | 22,16 |
|                                  |     |     |     |     |     |     |     |     |     |     |     |     |       |
| Neerslag (mm)                    | 1   | 1   | 1   | 1   | 1   | 0   | 0   | 0   | 1   | 2   | 1   | 1   | 10    |
| Bron: Weer in Hurghada (maanden) |     |     |     |     |     |     |     |     |     |     |     |     |       |

## Bezienswaardigheden

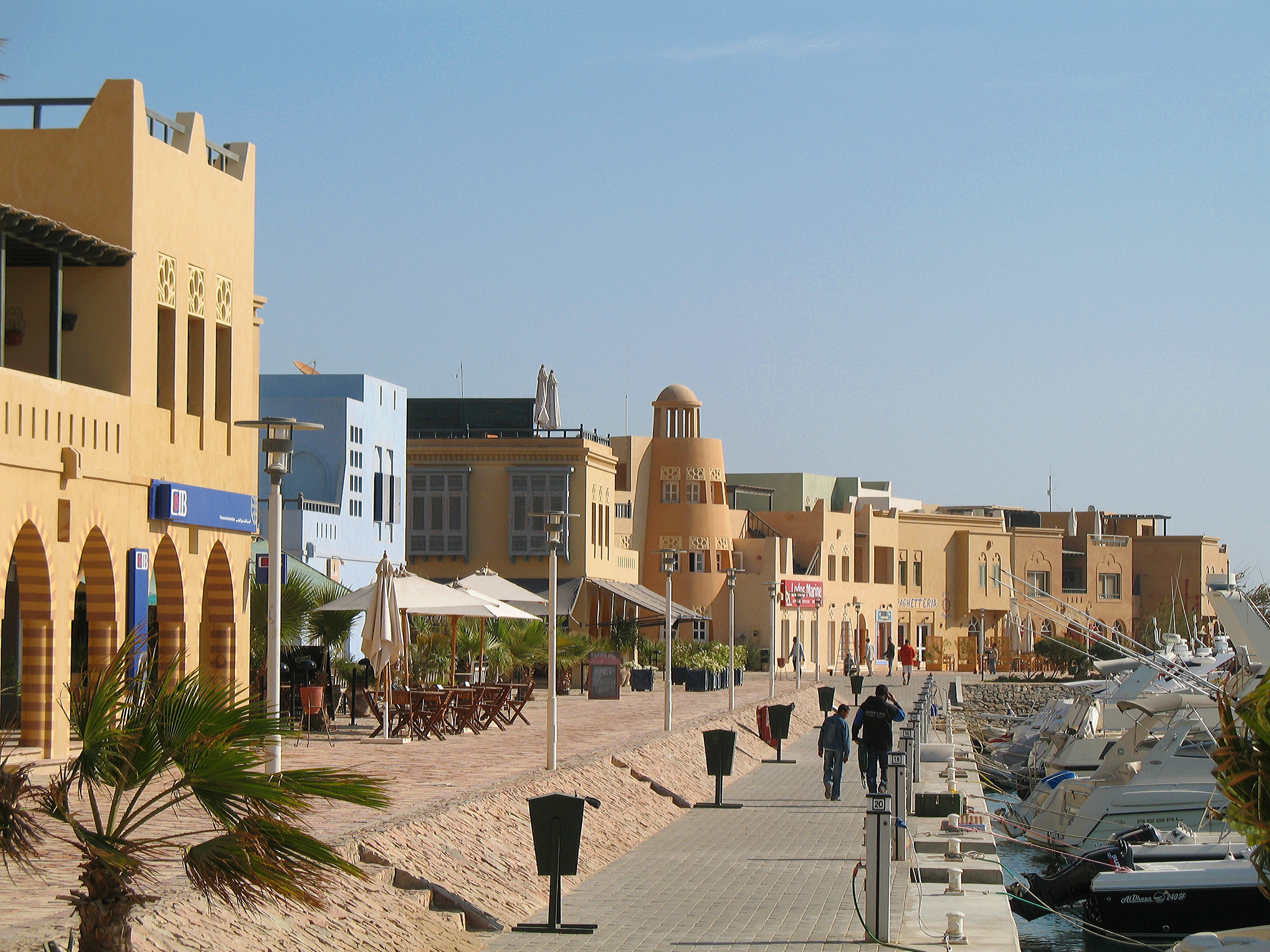
El Gouna: jachthaven Abu Tig

- Sharm El Naga: een resort, ongeveer 55 km ten zuiden van Hurghada. Bekend om het koraalrif.
- Soma Bay: recent aangelegde badplaats, voornamelijk hotels en resorts en een internationale golfbaan. Hier kan men ook in het Thalasso (thermen) in warm zeewater kuren en zich laten verwennen met allerlei massages.
- Sahl Hasheesh: nieuwe kustplaats in opbouw op 20 km ten zuiden van Hurghada
- El Gouna: een kunstmatig (door een Koptische familie) aangelegde luxueuze stad ten noorden van Hurghada. Bestaat uit diverse eilanden, gescheiden door kanalen en met elkaar verbonden door bruggen. Het wordt wel een Egyptisch Venetië genoemd. Het bezit een jachthaven waar oceaan- en zeewaardige jachten aanleggen (Abu Tig Marina) en een vliegveld.
- Tocht per boot naar de Giftun-eilanden of de Towaal (of Towali)-eilanden.
- Tocht naar een bedoeïenendorp, waar men op een kameel kan rijden en een zonsondergang in de woestijn mee kan maken.
- Een of meerdaagse tochten naar Caïro, bezoek aan de Piramiden en het Egyptisch Museum
- Een of meerdaagse tochten naar Luxor, bezoek aan de tempels en de Vallei der Koningen, waar onder andere het graf van Toetanchamon is te bezoeken.
- Tocht met een glasbodemboot.

## Galerij

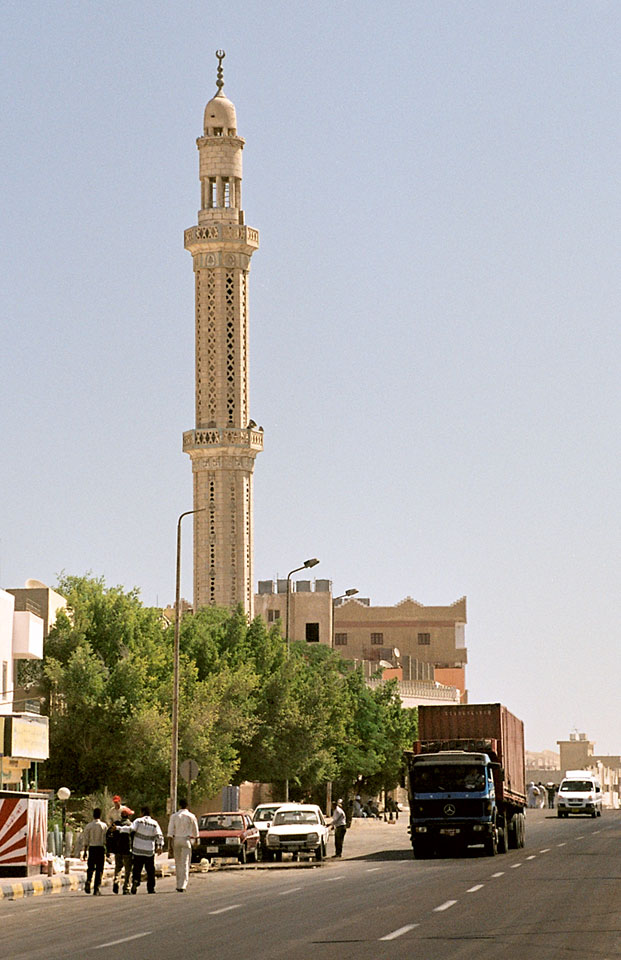
Moskee in Hurghada
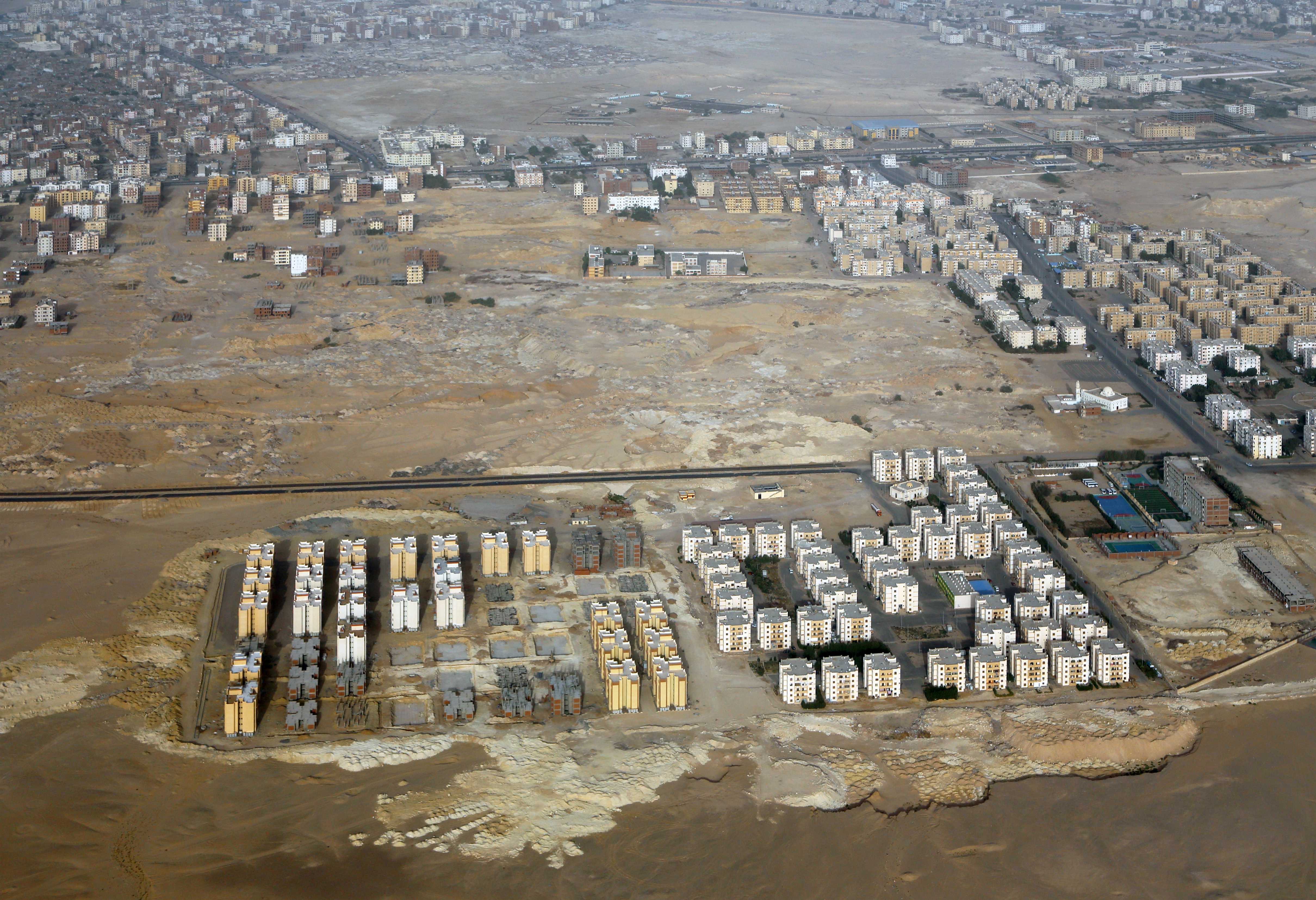
Nieuwe wijk in opbouw tussen de luchthaven en de oude stad
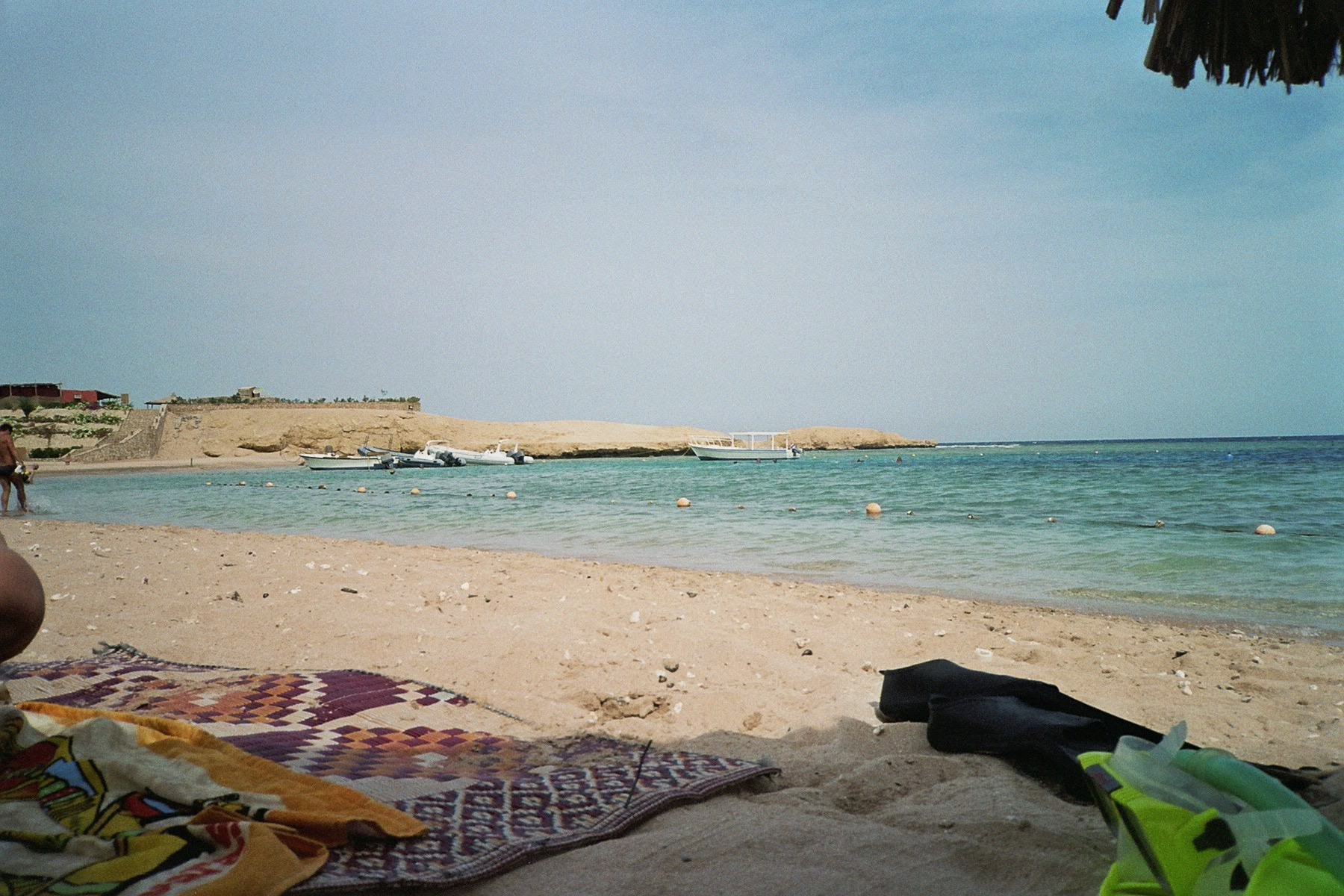
Sharm el Naga
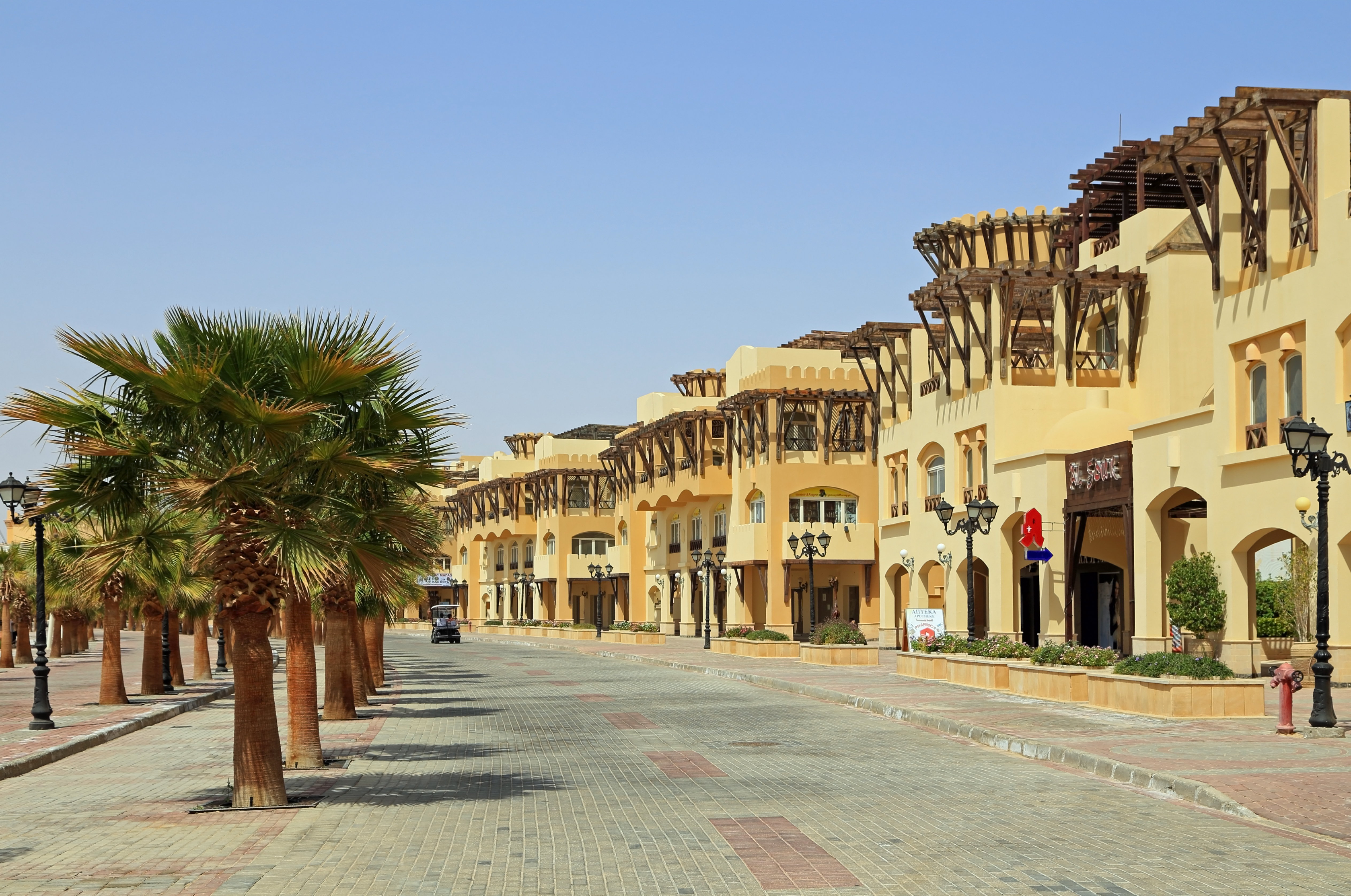
Sahl Hasheesh
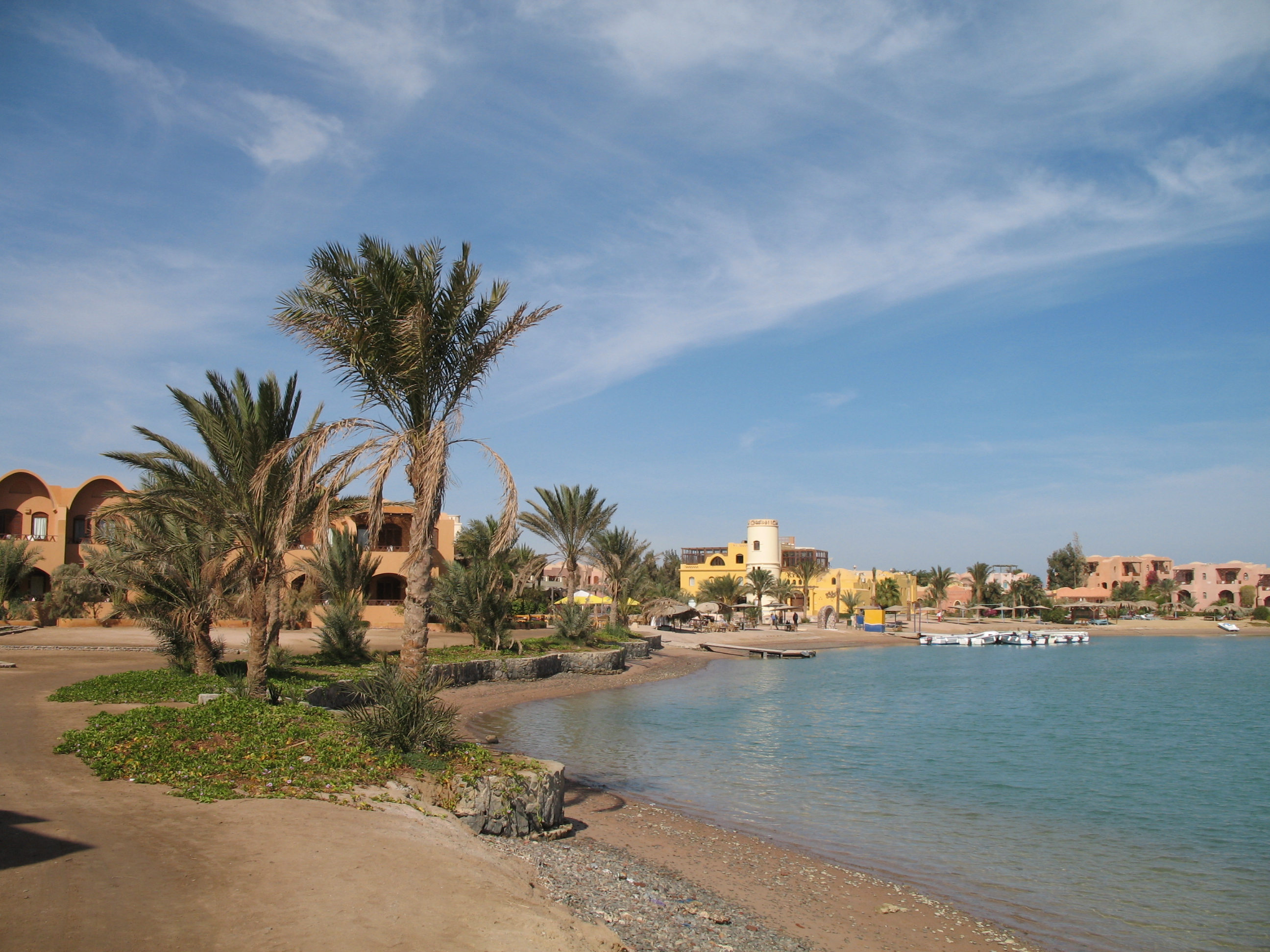
El Gouna
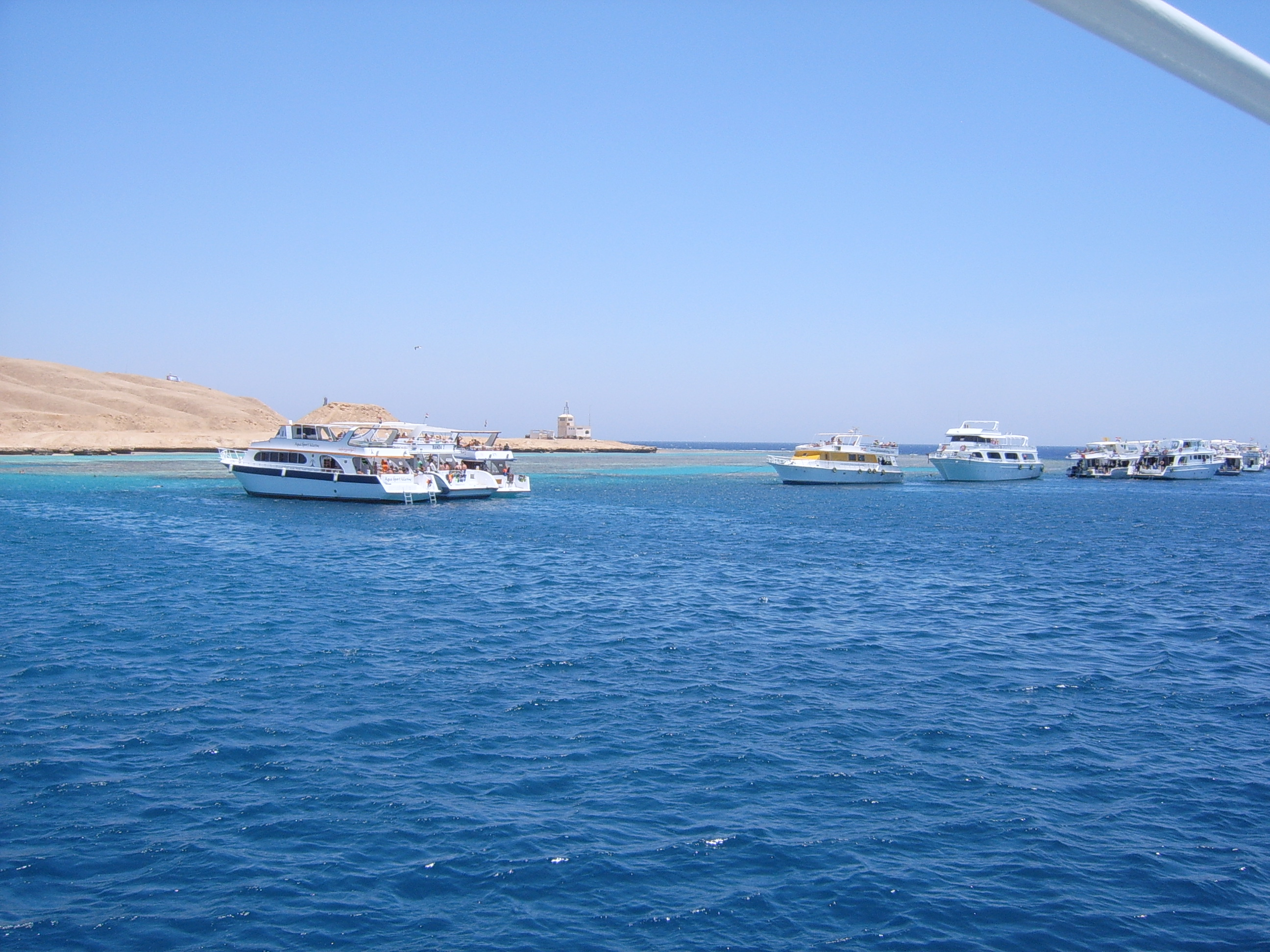
Giftun-eilanden
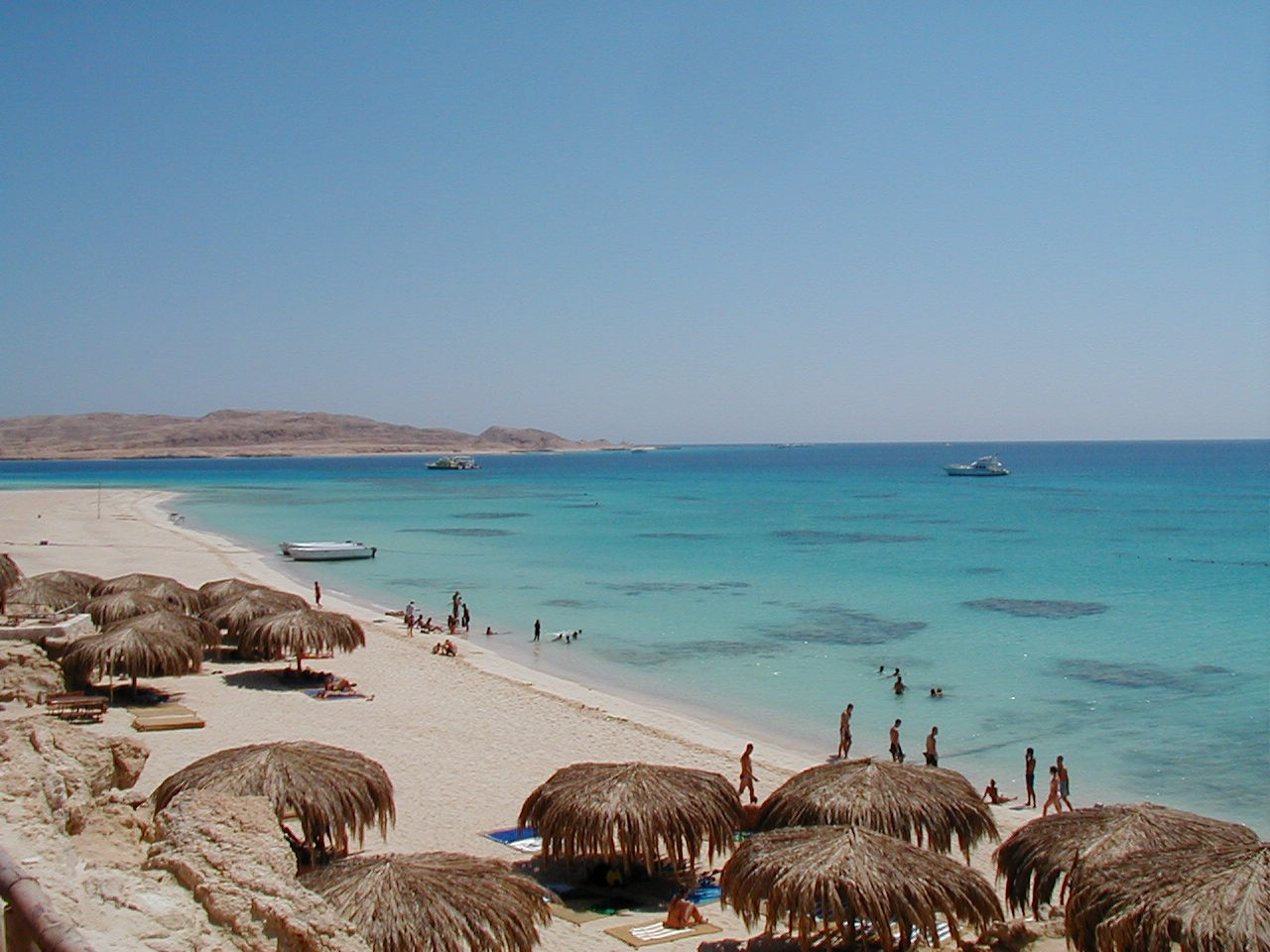
Towaal Eiland